# 王延 (西汉)
王延（？—23年），西汉外戚，新朝宗室，王莽的安新公王舜之子，弟弟王匡、王林。

## 生平
16年，新朝太师王舜去世。王莽以王舜子王延袭父爵，为安新公，王延弟褒新侯王匡为太师将军，永为新室辅。23年九月初一，汉朝军队从宣平门入常安城。张邯被杀。王邑、王林、王巡带兵在北阙下抗击。九月初三，王莽被杀。申屠建令丞相刘赐斩崔发。史谌、王延、王林、王吴、赵闳也降刘玄，也被申屠建杀害。